# Appalacherna (Mesozoikum)
Under den Mesozoiska Eran var Appalacherna ett landområde som nu är den östra delen av USA. Då, för runt 80 till 75 miljoner år sedan, var den separerad från Laramidia av den Nordamerikanska insjön. Denna insjö krympte och torkade senare ut för att bilda USA:s inland. Laramidia var grovt sett det som idag är det västra bergskedjan, Klippiga bergen, i USA och Kanada.